# Danh sách chi của Noctuidae:Y
Noctuidae là một họ bướm đêm lớn gồm rất nhiều chi:
A B C D E F G H I J K L M N O P Q R S T U V W X Y Z
- Yepcalphis
- Yerongponga
- Yidalpta
- Yigoga
- Ypsia
- Ypsora
- Yrias
- Yula